# 林屋庄五郎
林屋 庄五郎（はやしや しょうごろう、生没年不詳）は、江戸時代末期の浮世絵版元である。江戸・米沢町（よねざわちょう。現・東京都中央区東日本橋）一丁目に店を構える。

## 版行物
- 歌川広重、異体隷書東海道、嘉永年間（1848年-1853年）前期、横大判、10枚確認[4][5][6]。
- 歌川国貞、当世好男子伝、安政6年（1859年）、大判3枚揃[注釈 1]。
- 落合芳幾、見立て似たかきん魚、文久3年（1863年）、大判3枚揃[3][7]。
- 豊原国周、朝参花万灯、文久3年（1863年）、大判3枚揃[8][3]。